# Igreja Matriz de Nossa Senhora da Assunção (Cabo Frio)
A Igreja Matriz de Nossa Senhora da Assunção é uma igreja da época colonial localizada em Cabo Frio, no Brasil. Situa-se no centro da cidade, na Praça Porto Rocha.

## História
A atual igreja matriz de Cabo Frio começou a ser construída por volta de 1663, quando o núcleo da cidade de Cabo Frio começou a deslocar-se do bairro da Passagem, localizado às margens do Canal do Itajuru, para o atual sítio. A igreja foi ampliada na época de D. João V, por meio uma provisão real de 14 de junho de 1724.

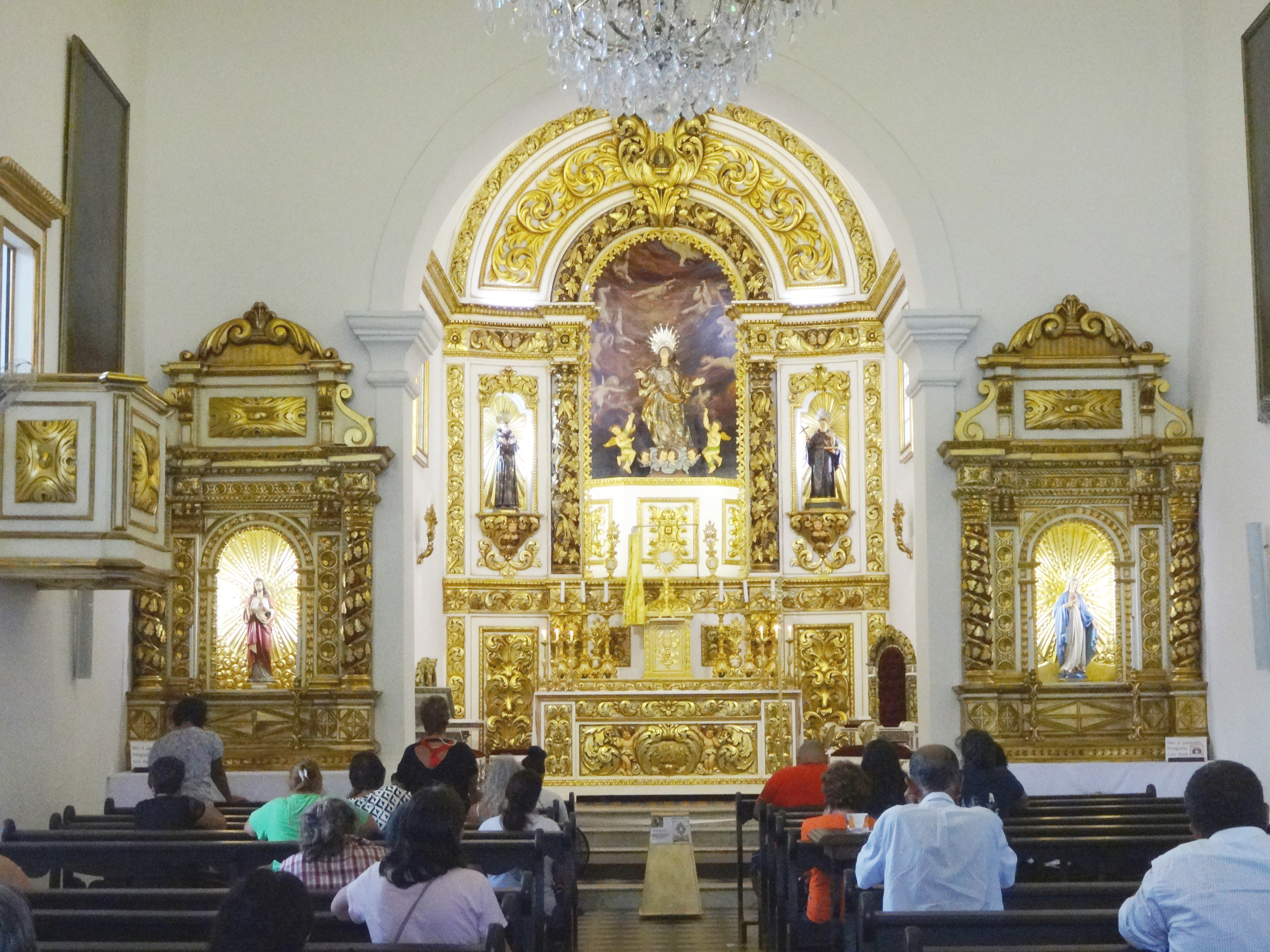
Interior da Igreja, mostrando o retábulo da capela-mor com a imagem de Nossa Senhora da Assunção do século XVII

A arquitetura da igreja é simples: entrada por uma porta única, com três janelas à altura do coro e frontão triangular. À esquerda da fachada ergue-se uma torre sineira. A planta é de nave única com um corredor lateral.
O interior da igreja foi restaurado em 1960 sob a direção de Adail Bento Costa. O retábulo da capela-mor, esculpido nessa época pelo português Manoel Bessa, exibe a imagem de madeira de Nossa Senhora da Assunção, trazida de Portugal no início do século XVII, aquando da fundação de Cabo Frio. No interior destaca-se ainda uma rara pia batismal do século XVII, em pedra de Lioz.